# Znovuzrození (Futurama)
Znovuzrození (v anglickém originále Rebirth) je první epizoda šesté série seriálu Futurama. Poprvé byla vysílána 24. června 2010 stanicí Comedy Central. Tento díl přímo navazuje na konec čtvrtého Futurama filmu Fialový trpaslík (Futurama: Into the Wild Green Yonder), ve kterém celá posádka vstoupí do červí díry.

## Děj
Epizoda začíná hypnožábou. Zrovna když Profesor Farnsworth pracuje, vejde do místnosti rozcuchaný Fry a ptá se proč má popáleniny.
Profesor Farnsworth začíná vyprávět: Řekne Fryovi že je vcucla červí díra a že z jeho přátel zbyly jen kostry, ale naštěstí nejsou mrtví. 
Profesor díky svému vynálezu oživí všechny členy posádky, ale Leela je v nezvratném kómatu.
Bender se také „znovuzrodí“, ale nefunguje mu zdroj energie a tak začne fibrilovat. Proto mu profesor dá do těla další svůj vynález, který však produkuje tolik energie, že Bender musí neustále pařit, aby neexplodoval.
Jelikož je Fry natolik smutný z toho, že není možné Leelu probudit, rozhodne se, že si postaví robota a nahraje do něj její osobnost a vzpomínky z videonahrávek průmyslových kamer Planet Expressu. 
Podle závěti, v případě kómatu, má být Leela pohřbena na planetě, kde žijí požírači kyklopů. Záhy však Leelu probudí Benderovo plamenné říhnutí.
Po návratu do budovy Planet Expressu proběhne souboj obou Leel o Frye. Pravá Leela souboj o Frye vyhraje, ale dozvíme se, že dosavadní Fry byl také robot. Nakonec se „znovuzrodí“ zázrakem i pravý Fry. Robot Fry a robot Leela se do sebe zamilují a odcházejí společně. Bender rozhodne, že už má dost řečí a začne vibrovat od přebyteční energie. Kyklopožrout se najednou objeví a pokouší se sníst Leelu. Bendrova těžká vibrace způsobí vypadnutí jednoho z očí a Kyklopožrout začne požírat Bendra. Zařízení exploduje a zabije zvíře. Bender se objeví neporušený a profesor prohlásí, že Bender je nyní stabilní.

## Vynálezy profesora Farnswortha
V této epizodě se vyskytují následující profesorovy vynálezy:
- Birth machine (Oživovací zařízení) - oživuje organismus za pomoci kmenových buněk a vzorku DNA.